# بيرجيت هان
بيرجيت هان (بالألمانية: Birgit Hahn)‏ هي لاعب هوكي الحقل ألمانية، ولدت في 29 يونيو 1958 في مونشنغلادباخ في ألمانيا.

## وصلات خارجية
- بيرجيت هان على موقع اللجنة الأولمبية الدولية (الإنجليزية)
- بيرجيت هان على موقع أوليمبيديا (الإنجليزية)